# Вагонная тележка

Тележки вагонов: А) — типа ЦНИИ-Х3-0 грузового вагона:
,
,
,
,
Б) — типа КВЗ-ЦНИИ пассажирского вагона:
,
,
,
,
,
,
,
.

Вагонная тележка — основной элемент ходовой части вагона, представляет собой поворотное устройство, на которое опирается кузов вагона. Основное преимущество вагонной тележки — малая жёсткая колёсная база, что обеспечивает вписывание в кривые малого радиуса. В Великобритании первые вагоны, опирающиеся на поворотные тележки, появились в 1874 году.

## Устройство
1рама
2центральная балка
3пружины центрального рессорного подвешивания
4букса
5пружины буксового рессорного подвешивания
6тяговый поводок
7пятник
8скользун
9подвеска тягового редуктора
10тяговый редуктор
11колёсная пара
12кулачковая муфта
13тяговый электродвигатель
14тормозные тяги
15тормозная колодка
16оттягивающее устройство

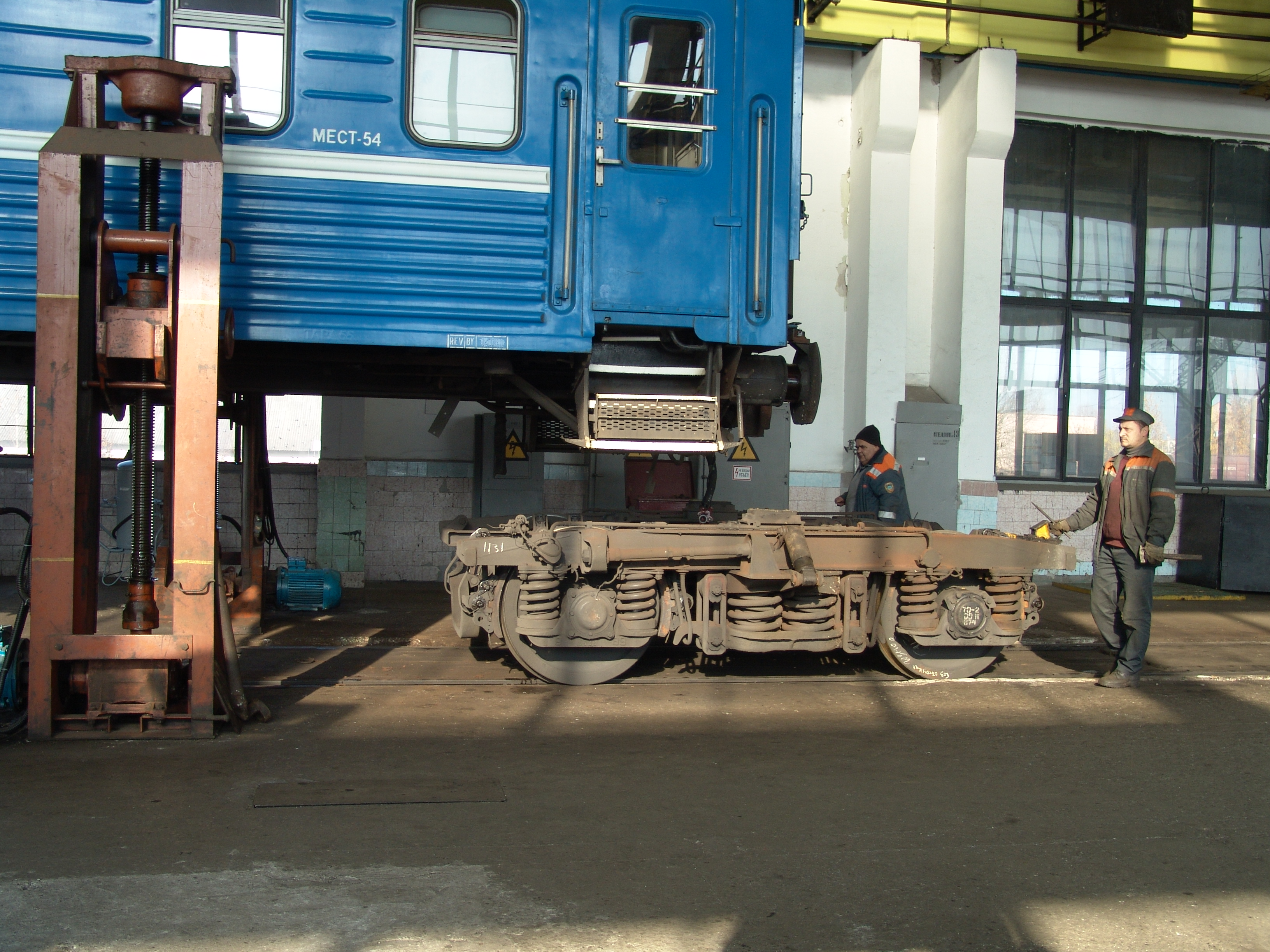
Смена тележки вагона в Бресте

Основными узлами вагонной тележки являются:
- рама или балка — элементы, на которые опирается кузов вагона;
- колёсные пары — элементы, предназначенные для удержания тележки на рельсах;
- буксы — элементы, предназначенные для передачи давления от рамы на шейки осей колёсных пар, а также — для ограничения продольного и поперечного перемещения колёсной пары;
- рессорное подвешивание — элемент, предназначенный для смягчения ударов и уменьшения амплитуды колебаний, передающихся от колёсных пар через буксы на раму;
- тормозные колодки
- тяговые двигатели и тяговые приводы (применяются на тележках самоходных экипажей (моторный вагон, автомотриса)).

Наибольшее распространение получили двухосные тележки, как наиболее простые. Также встречаются и трёхосные тележки (6-осные вагоны), отличающиеся более сложной конструкцией рамы. Четырёхосные тележки преимущественно представляют собой две двухосные тележки, соединённые одной балкой. Передача горизонтальных усилий от тележки на кузов передаётся преимущественно с помощью шкворня — специального штыря, установленного в геометрическом центре поворота тележки. Вертикальные нагрузки передаются посредством центрального подпятника и (или) боковых скользунов, которые служат для ограничения боковой качки вагона, а также снижения извилистого движения при прохождении кривых участков пути.

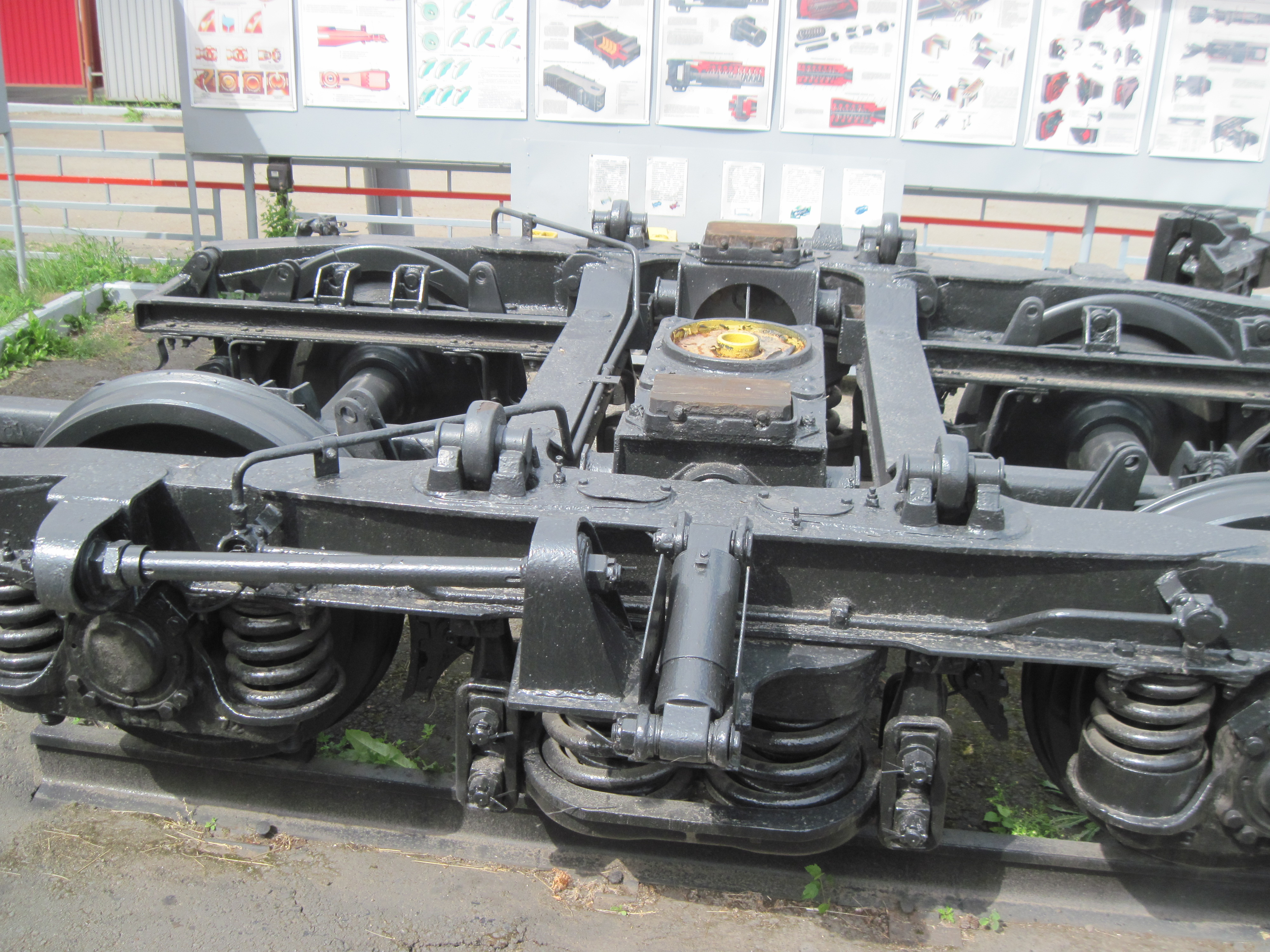
Вагонная тележка.

Различия в ширине колеи Российских и Европейских железнодорожных путей сообщения требуют смены вагонной тележки всякий раз при следовании из России в Европу и обратно.
Нередко вагонные тележки устанавливаются на железнодорожных станциях возле путей и платформ как наглядное учебное пособие для обучения и проверки знаний осмотрщиков вагонов.